# 裸陽

《裸陽》美國版封面

《裸陽》（英語：The Naked Sun），是美國作家以撒·艾西莫夫出版於1957年的科幻小說，第二部以以利亞·貝萊為主角的科幻推理小說，艾西莫夫以實例說明科幻小說有多種可能發展性，不必自我設限。
這部小說先是在1956年10月到12月於《驚奇科幻》雜誌連載。1957年集結出書。

## 故事情節
地球紀元3422年。
故事發生在名為索拉利的外世界，這是一個人類和機器人數量比為1:10000的星球。索拉利星上发生了第一起凶杀案。这起案件的困境在于：除了自己的配偶外，任何索拉利让不可能与其他人有接触，而一切证据都说明被害人的妻子绝对不是凶手。主角以利亞·貝萊和机器人丹尼爾因而受邀來解決案子，卻發現這件事直接影響了銀河系的存亡......

## 外部連結
- 艾西莫夫官方網頁 （页面存档备份，存于）